# You Still Believe in Me
«You Still Believe in Me» es una canción escrita por Brian Wilson y Tony Asher para la banda estadounidense The Beach Boys, es la segunda canción del álbum Pet Sounds de 1966.

## Composición
La canción está compuesta en el tono de B mayor, y cuenta con el uso frecuente de la progresión ii–V–I (seis repeticiones ininterrumpidas de B-C♯m-F♯7). El coro se compone de acordes compuestos, como G♯m/C♯, C♯m/B, y G♯m/F♯ (conocidos como acordes Slash) resolviendo inusualmente a la vi, G mayor, antes de empezar de nuevo en B.
Es la segunda canción de Pet Sounds. Fue compuesta como casi todas las canciones de este álbum por Brian Wilson en lo que a música se refiere, y con Tony Asher en la escritura de las letras. Esta fue la primera canción de Pet Sounds en tener en los créditos a Tony Asher en la escritura de la misma.
La voz líder en esta canción es solo la de Brian, el grupo esta de fondo con coros al estilo de los villancicos navideños. "You Still Believe in Me" se iba a llamar originalmente "In My Childhood". Al final de la canción se puede escuchar una bocina de bicicleta y una campana que actúan como un recuerdo de la infancia, en el tema original, esto no pudo ser editado fuera de la pista original, y en cambio fue dejado así.
En la versión en mono de esta canción, la voz principal no es solo de Brian, sino de Brian y Carl Wilson. En la nueva versión digitalizada de esta canción, la voz es solo de Brian, esto se debe a que no se encontró material para la voz de Carl.

## Grabación
Para lograr el sonido en la introducción, Tony Asher explicó que: "Estábamos tratando de hacer algo que sonaría más o menos, supongo, como un clavicordio, pero un poco más etérico que eso. Yo estaba pulsando las cuerdas inclinándome dentro del piano y Brian quedó impresionado por como sonaban las notas en el teclado cuando rasgaba las cuerdas. Rasgue las cuerdas con clips de papel, horquillas, alfileres y varias otras cosas hasta que Brian ya tenía el sonido que quería".
La pista instrumental se registró el 1 de noviembre de 1965 y 24 de enero de 1966, en los estudios United Western Recorders. Las pistas vocales se grabaron entre enero y febrero de 1966.

## Publicaciones
Fue publicada en el álbum de estudio Pet Sounds de 1966, en el box set exitoso Good Vibrations: Thirty Years of The Beach Boys de 1993 y en el álbum triple inglés Platinum Collection: Sounds of Summer Edition de 2005.

### En vivo
Esta canción fue interpretada en vivo y apareció en el álbum The Beach Boys in Concert de 1973 y Brian Wilson la toco en vivo y quedó registrada en el álbum Pet Sounds Live de 2002.

## Créditos
- Hal Blaine - batería
- Jerry Cole - guitarra
- Al de Lory - clavicordio
- Steve Douglas - clarinete
- Bill Green - saxofón
- Jim Horn - saxofón
- Al Jardine - vocal
- Plas Johnson - saxofón
- Bruce Johnston - vocal
- Carol Kaye - bajo eléctrico
- Barney Kessel - guitarra
- Mike Love - vocal
- Jay Migliori - clarinete bajo
- Lyle Ritz - contrabajo
- Billy Strange - guitarra
- Julius Wechter - percusión, incluido timbales
- Jerry Williams - percusión
- Brian Wilson - líder vocal
- Carl Wilson - vocal
- Dennis Wilson - vocal